# Izba Architektów Rzeczypospolitej Polskiej
Izba Architektów Rzeczypospolitej Polskiej (IARP) – Samorząd zawodowy architektów, który składa się z 17 jednostek organizacyjnych, tj. Krajowej Izby Architektów oraz 16 okręgowych izb architektów, działający na podstawie ustawy z dnia 15 grudnia 2000 r. o samorządach zawodowych architektów oraz inżynierów budownictwa. 
Izbie Architektów RP przysługuje prawo automatycznego uznania kwalifikacji zawodowych uzyskanych w innym państwie członkowskim Unii Europejskiej, na podstawie zaliczenia zawodu architekta do zawodów sektorowych według Dyrektywy 2005/36/WE Parlamentu Europejskiego i Rady z dnia 7 września 2005 r. w sprawie uznawania kwalifikacji zawodowych.

## Historia IARP
Izba Architektów RP powstała z inicjatywy i dzięki staraniom Stowarzyszenia Architektów Polskich. Pierwsze rozmowy o samorządzie zawodowym architektów przypadały na początek lat 80. gdy Prezesem SARP był Zbigniew Zawistowski natomiast proces powstawania samorządu przypadał na okres, gdy Prezesem SARP był Ryszard Jurkowski. 
15 grudnia 2000 Sejm Rzeczypospolitej Polskiej uchwalił ustawę o samorządach zawodowych architektów oraz inżynierów budownictwa. 29 maja 2001 r. Minister Rozwoju Regionalnego i Budownictwa Jerzy Kropiwnicki powołał Komitet Organizacyjny Izby Architektów, w skład którego weszli:
- Przewodniczący[8] Kazimierz Ferenc, Rzeszów, ówczesny Wiceprezes Zarządu Głównego SARP[9]
- Wiceprzewodniczący Rafał Szczepański, Warszawa, ówczesny Prezes oddziału warszawskiego SARP[10]
- Sekretarz Małgorzata Włodarczyk, Kraków, ówczesna Wiceprezes Zarządu Głównego SARP[11]
- Skrabnik Andrzej Kasprzak, Lublin, ówczesny Prezes oddziału lubelskiego SARP[12]
- Krzysztof Baczyński, Poznań
- Stefan Ciecholewski, Gdańsk, późniejszy Prezes oddziału wybrzeże SARP[13]
- Grzegorz Ferber, Szczecin, ówczesny Prezes oddziału szczecińskiego SARP[14]
- Tomasz Taczewski, Katowice, ówczesny Prezes oddziału katowickiego SARP[15]
- Sławomir Żak, Wrocław.

Nadzór nad pracami komitetu sprawował Olgierd Dziekoński ówczesny podsekretarz stanu w Ministerstwie Rozwoju Regionalnego i Budownictwa.
23-24 listopada 2002 odbył się pierwszy, nadzwyczajny Krajowy Zjazd Izby Architektów, na którym uchwalony został Statut organizacji oraz wybrane zostały władze I Kadencji. Pierwszym Prezesem IARP (później Honorowym Prezesem IARP) został Kazimierz Ferenc.

## Cele IARP
Nadrzędnym celem statutowym IARP jest ochrona przestrzeni i architektury jako dobra publicznego przez sprawowanie nadzoru nad należytym wykonywaniem zawodu oraz przestrzeganiem zasad etyki zawodowej przez wszystkich członków IARP.
Działania samorządu architektów zmierzają w kierunku zagwarantowania najwyższej jakości projektów budynków z uwzględnieniem potrzeb użytkownika końcowego obiektu oraz działek sąsiednich. Muszą uwzględnić także interes inwestora, który często dąży do jak najtańszego zbudowania obiektu budowlanego, którego użytkownikiem końcowym nie będzie. Jednocześnie architekci zobowiązani są zachować wartości kulturowe i dbać o ład przestrzenny, jako dobro publiczne.

## Przynależność do IARP
Przynależność do właściwej okręgowej izby architektów jest warunkiem wykonywania zawodu architekta rozumianego jako projektanta obiektu budowlanego w zakresie jego architektury. Osoby posiadające uprawnienia budowlane w specjalności architektonicznej, czyli w zakresie zawodu architekta, będące członkami Samorządu Zawodowego Architektów, mają zastrzeżone prawo używania tytułu zawodowego „architekt IARP” oraz prawo tworzenia projektów budowlanych w zakresie architektury i zagospodarowania terenu obiektu budowlanego.
W lutym 2019 IARP liczyła 12500 czynnych członków.

## Struktura i działalność IARP
W strukturze organizacyjnej Samorządu Architektów działa Krajowa Izba Architektów i jej organy (Krajowa Rada, Krajowa Komisja Kwalifikacyjna, Krajowa Komisja Rewizyjna, Krajowy Sąd Dyscyplinarny, Krajowy Rzecznik Odpowiedzialności Zawodowej) z siedzibą w Warszawie oraz szesnaście okręgowych izb architektów, które także powołują swoje organy z siedzibami w miastach wojewódzkich.

### Organy okręgowych izb architektów
- okręgowy zjazd izby
- okręgowa rada izby
- okręgowa komisja kwalifikacyjna
- okręgowa komisja rewizyjna
- okręgowy sąd dyscyplinarny
- okręgowy rzecznik odpowiedzialności zawodowej

Izba Architektów wydaje dwumiesięcznik Zawód:Architekt. Czasopismo rozsyłane jest do wszystkich członków IARP

### Prezydium Krajowej Rady Izby Architektów
- Prezes – arch. Piotr Fokczyński[20]
- Wiceprezes – arch. Robert Szumielewicz[20]
- Wiceprezes – arch. Piotr Gadomski[20]
- Skarbnik – arch. Jan Kempa[20]
- Sekretarz – arch. Krzysztof Nowak[20]

### Krajowa Komisja Kwalifikacyjna
Krajowa Komisja Kwalifikacyjna jest organem Krajowej Izby Architektów RP określonym w statucie izby. Krajowa Komisja Kwalifikacyjna wykonuje przewidziane w ustawie działania Krajowej Izby w zakresie:
- Sprawuje nadzór nad działalnością okręgowych komisji kwalifikacyjnych
- Uchyla uchwały okręgowych komisji kwalifikacyjnych sprzeczne z prawem lub uchwałami i regulaminami wydawanymi na podstawie ustawy[1]
- Dokonuje, co najmniej raz w roku, analizy przeprowadzonych postępowań kwalifikacyjnych w sprawach nadawania uprawnień budowlanych i rzeczoznawstwa budowlanego
- Sporządza opinie dla Krajowego Sądu Dyscyplinarnego w sprawach z zakresu odpowiedzialności zawodowej członków Izby Architektów RP
- Składa Krajowemu Zjazdowy IARP sprawozdanie ze swojej działalności

## Prezesi IARP[21]
|     | \| Lp. \| Kadencja \| Imię i nazwisko \| Daty urzędowania \| Daty urzędowania \| Długość urzędowania \| \| --- \| -------- \| ----------------------- \| ---------------- \| ---------------- \| ------------------- \| \| 1. \| I \| Kazimierz Ferenc \| 19 stycznia 2002 \| 10 czerwca 2006 \| 1603 dni \| \| 2. \| II \| Tomasz Taczewski \| 10 czerwca 2006 \| 8 grudnia 2007 \| 546 dni \| \| 3. \| II \| Sławomir Żak \| 8 grudnia 2007 \| 11 czerwca 2010 \| 916 dni \| \| 4. \| III \| Wojciech Gęsiak \| 11 czerwca 2010 \| 30 maja 2014 \| 1449 dni \| \| 5. \| IV \| Ryszard Gruda \| 30 maja 2014 \| 15 czerwca 2018 \| 1477 dni \| \| 6. \| V \| Małgorzata Pilinkiewicz \| 15 czerwca 2018 \| 28 czerwca 2022 \| 1474 dni \| \| 7. \| VI \| Piotr Fokczyński \| 28 czerwca 2022 \| obecnie \| 1000 dni \| |                         |                  |                  |                     |
| Lp. | Kadencja | Imię i nazwisko         | Daty urzędowania | Daty urzędowania | Długość urzędowania |
| 1.  | I | Kazimierz Ferenc        | 19 stycznia 2002 | 10 czerwca 2006  | 1603 dni            |
| 2.  | II | Tomasz Taczewski        | 10 czerwca 2006  | 8 grudnia 2007   | 546 dni             |
| 3.  | II | Sławomir Żak            | 8 grudnia 2007   | 11 czerwca 2010  | 916 dni             |
| 4.  | III | Wojciech Gęsiak         | 11 czerwca 2010  | 30 maja 2014     | 1449 dni            |
| 5.  | IV | Ryszard Gruda           | 30 maja 2014     | 15 czerwca 2018  | 1477 dni            |
| 6.  | V | Małgorzata Pilinkiewicz | 15 czerwca 2018  | 28 czerwca 2022  | 1474 dni            |
| 7.  | VI | Piotr Fokczyński        | 28 czerwca 2022  | obecnie          | 1000 dni            |